# Ярнсакса
У скандинавській міфології, Ярнсакса ([jɑrnˈsæksə]; старонорвезькою означає «залізний кинджал») є велеткою. Згідно з Молодшою Еддою Сноррі Стурлусона, Ярнсакса була коханкою Тора. З ним вона стала матір'ю Маґні. Згідно з віршем Hyndluljóð Старшої Едди, Ярнсакса є ім'ям однієї з дев'яти матерів Хаймдалля. У Скальдскапармалі 21-шу дружину Тора богиню Сіф називають або "Ярнсакса" або називають породженням, що означає "суперниця Ярнсакси". 